# Tiếng Zulu

Phân bổ tiếng Zulu tại Nam Phi

Tiếng Zulu (tiếng Zulu: isiZulu) là một ngôn ngữ của người Zulu với khoảng 10 triệu người sử dụng, phần lớn (95%) trong số đó sống tại Nam Phi. Tiếng Zulu là ngôn ngữ phổ biến nhất tại nhà của những người dân Nam Phi (24% tổng số dân) và được khoảng trên 50% thông hiểu (Ethnologue năm 2005). Đây là một trong 11 ngôn ngữ chính thức tại Nam Phi từ năm 1994. Tiếng Zulu viết bằng chữ cái Latinh.

## Phân bổ địa lý
Tiếng Zulu thuộc nhánh Nguni của Nhóm ngôn ngữ Bantu. Những người di cư Zulu đã mang ngôn ngữ của mình đến các khu vực lân cận, đặc biệt là tại Zimbabwe, nơi tiếng Zulu được gọi là tiếng (Bắc) Ndebele. Tiếng Xhosa, ngôn ngữ chủ yếu tại Đông Cape thường được coi là có thể hiểu lẫn nhau với tiếng Zulu.

## Sách
- Dent, G.R. and Nyembezi, C.L.S. (1959) Compact Zulu Dictionary. Pietermaritzburg: Shuter & Shooter. ISBN 0-7960-0760-8
- Dent, G.R. and Nyembezi, C.L.S. (1969) Scholar's Zulu Dictionary. Pietermaritzburg: Shuter & Shooter. ISBN 0-7960-0718-7
- Doke, C.M. (1947) Text-book of Zulu grammar. London: Longmans, Green and Co.
- Doke, C.M. (1953) Zulu-English Dictionary. Johannesburg: Witwatersrand University Press. ISBN 1-86814-160-8
- Doke, C.M. (1958) Zulu-English Vocabulary. Johannesburg: Witwatersrand University Press. ISBN 0-85494-009-X
- Nyembezi, C.L.S. (1957) Learn Zulu. Pietermaritzburg: Shuter & Shooter. ISBN 0-7960-0237-1
- Nyembezi, C.L.S. (1970) Learn More Zulu. Pietermaritzburg: Shuter & Shooter. ISBN 0-7960-0278-9
- Wilkes, Arnett, Teach Yourself Zulu. ISBN 0-07-143442-9
- Colenso, John William (1882). First steps in Zulu: being an elementary grammar of the Zulu language . Martizburg, Durban: Davis.

### Grammars
- Sifunda isiZulu! Lưu trữ ngày 6 tháng 3 năm 2005 tại Wayback Machine
- University Of South Africa, free online course

### Dictionaries
Tiếng Zulu
- isiZulu.net Zulu - English Online Dictionary
- Zulu - English Dictionary

### Newspapers
- Isolezwe
- Ilanga
- UmAfrika

### Software
- Spell checker for OpenOffice.org and Mozilla Lưu trữ ngày 14 tháng 1 năm 2007 tại Wayback Machine, OpenOffice.org Lưu trữ ngày 24 tháng 3 năm 2007 tại Wayback Machine, Mozilla Firefox web-browser Lưu trữ ngày 10 tháng 2 năm 2007 tại Wayback Machine, and Mozilla Thunderbird email program Lưu trữ ngày 24 tháng 3 năm 2007 tại Wayback Machine in Zulu
- Translate.org.za Lưu trữ ngày 14 tháng 1 năm 2007 tại Wayback Machine Project to translate Free and Open Source Software into all the official languages of South Africa including Zulu
- PanAfrican L10n wiki page on Zulu

### Văn học và văn hóa
- KwaZulu-Natal Literary Map Lưu trữ ngày 27 tháng 10 năm 2005 tại Wayback Machine